# Fear Street Part One: 1994
Fear Street Part One: 1994 (även kallad Fear Street 1994) är en amerikansk slasherfilm från 2021 i regi av Leigh Janiak, baserad på R.L. Stines bokserie Fear Street från 1989. Filmen hade premiär på Netflix den 2 juli 2021, som den första delen i den så kallade Fear Street-trilogin. I huvudrollerna syns bland annat Kiana Madeira i rollen som Deena Johnson.
Filmen var från början tänkt att gå upp på vita duken tillsammans med de två övriga filmerna i Fear Street-trilogin (Part Two: 1978 och Part Three: 1666), med start i juni 2020. Dock blev hela trilogin stoppad från att ha biopremiär, i och med spridningen av Covid-19-pandemin. Den hade istället premiär på Netflix under juli månad 2021, med en veckas mellanrum mellan varje film.

## Handling
Den första filmdelen utspelar sig år 1994, i en fiktiv stad vid namn Shadyside. Där har flera mordhändelser ägt rum under flera decennier, och i och med detta har staden fått smeknamnet "USA:s mordhuvudstad". Många tror att detta är ett verk av häxan Sarah Fier, som år 1666 lade en förbannelse över hela Shadyside, innan hon slutligen blev hängd för sina häxkonster. En som dock inte tror på denna häxberättelse är tonårstjejen Deena Johnson, som påstår att allt med Sarah Fier är påhitt. Men när konstiga, läskiga figurer börjar dyka upp från ingenstans och mördar folk en efter en, och samtidigt försöker komma åt Deenas flickvän Sam, börjar Deena tänka om och ändrar helt och hållet sin uppfattning om Sarah Fier och hennes förbannelse. Hon tar hjälp av sin bror Josh och vännerna Kate och Simon för att försöka hindra dessa mordfigurer från att komma åt Sam, samtidigt som de gör allt de bara kan för att få dem att försvinna. Frågan är om de kommer att lyckas med detta.

## Rollista (i urval)
- Kiana Madeira – Deena Johnson
- Olivia Scott Welch – Samantha "Sam" Fraser
- Benjamin Flores Jr. – Josh Johnson
- Julia Rehwald – Kate Schmidt
- Fred Hechinger – Simon Kalivoda
- Ashley Zukerman – Nick Goode
- Darrell Britt-Gibson – Martin
- Maya Hawke – Heather Watkins
- Jordana Spiro – Mrs. Lane
- Jordyn DiNatale – Ruby Lane
- Charlene Amoia – Rachel Thompson / Kund från Sunnyvale
- David W. Thompson – Ryan Torres
- Elizabeth Scopel – Sarah Fier
- Gillian Jacobs – C. Berman